# 山口春吉
山口 春吉（やまぐち はるきち、1881年〈明治14年〉 - 1938年〈昭和13年〉1月17日）は、日本のヤクザ、山口組創設者・初代組長。

## 来歴
兵庫県津名郡仮屋浦（町村制後：来馬村、現：淡路市仮屋）出身。日露戦争から復員後、1910年ごろまで地元で漁師をしていたが、これに見切りを付け、神戸港に労務者として移住した。
当初は神戸市生田区栄町にあった海運業の倉橋組で働き、持ち前の体力と統率力で小者頭にのし上がった。その後1912年ごろ、神戸港で人夫供給業や造船所の用心棒等を請け負い勢力を持っていた「運河ノ親分」こと大嶋秀吉率いる大嶋組に現場監督として入った。大嶋は吉田磯吉門下で、筑豊から神戸に流れた富永組の富永亀吉の子分である。
大嶋組の下でも頭角を現し、その勢いに乗って1915年、神戸で沖仲仕約50人を集めて、人夫供給を主業務とする山口組を創設した。創設後は人夫供給だけでなく、浪曲興行にも進出し、組の基盤を確立していった。
兄弟分には、米騒動や市電争議調停で名を上げた鬼頭良之助こと森田良吉がいた。
1925年、跡目を長男の登に譲り引退。 1938年、57歳で死去した。墓所は神戸市北区の鵯越墓園内。